# L. B. Smyser & Company
L. B. Smyser & Company war ein US-amerikanischer Hersteller von Automobilen.

## Unternehmensgeschichte
Das Unternehmen hatte seinen Sitz in Manhattan in New York City. 1902 stellte es einige Automobile her. Der Markenname lautete Smyser.

## Fahrzeuge
Die Fahrzeuge entstanden nach Kundenaufträgen. Soweit bekannt, hatten alle einen Ottomotor.
Nur zu einem Fahrzeug liegen Daten vor. Es hatte einen Vierzylindermotor mit 30 PS Leistung. Er trieb über ein Dreiganggetriebe und eine Kette die Hinterachse an. Das Fahrgestell hatte 229 cm Radstand. Der Aufbau war ein Tonneau mit vier Sitzen, den J. M. Quinby & Co. anfertigte. Das Leergewicht war mit 1406 kg angegeben. Der Neupreis betrug 8000 US-Dollar. Käufer war Henry B. Wick.